# Senobasis mundata
Senobasis mundata là một loài ruồi trong họ Asilidae. Senobasis mundata được Wiedemann miêu tả năm 1828.